# Liste der Kulturdenkmale in Gärtitz
In der Liste der Kulturdenkmale in Gärtitz sind die Kulturdenkmale des Döbelner Stadtteils Gärtitz verzeichnet, die bis Oktober 2022 vom Landesamt für Denkmalpflege Sachsen erfasst wurden (ohne archäologische Kulturdenkmale). Die Anmerkungen sind zu beachten.
Diese Aufzählung ist eine Teilmenge der Liste der Kulturdenkmale in Döbeln.

## Gärtitz
| Bild                                    | Bezeichnung                | Lage                  | Datierung       | Beschreibung | ID       |
| --------------------------------------- | -------------------------- | --------------------- | --------------- | --- | -------- |
| Direkt Bild zu diesem Denkmal hochladen | Eisenbahnbrücke Wasserwerk | Am Wasserwerk (Karte) | Vermutlich 1911 | Eines der wenigen erhaltenen Zeugnisse im Streckenverlauf der regional bedeutenden Rübenbahn (Schmalspurbahn Wilsdruff–Gärtitz), von eisenbahngeschichtlicher und baugeschichtlicher Bedeutung. Einspurige Betongewölbebrücke mit ellipsenförmiger Öffnung über einem Wirtschaftsweg von Gärtitz nach Gadewitz, aus Schalbeton, mit beidseitig anschließendem Bahndamm. DIe Eisenbahnbrücke überführte die Eisenbahnstrecke Wilsdruff–Gärtitz (Streckenkürzel WG), sächsische Nebenbahn, gehört zu dem am stärksten zurückgebauten Streckenabschnitt zwischen Mertitz-Gabelstelle und Döbeln-Gärtitz (früher Gärtitz, hier war die Nebenbahn an die Hauptbahn Riesa–Chemnitz angeschlossen), eine der letzten neu angelegten Schmalspurbahnen in Sachsen, sogenannte Rübenbahn. Sie diente hauptsächlich zum Transport von Zuckerrüben aus der Lommatzscher Pflege zur 1882 gegründeten Döbelner Zuckerrübenfabrik. Abschnittsweise Stilllegung der Strecke zwischen 1966 und 1972, nachfolgender Rückbau. Streckenverlauf ab Döbeln-Gärtitz: Schmalspurstrecke schwenkte zunächst nach Westen von der Hauptbahn Riesa–Chemnitz ab, wurde mittels Rampe und Stahlträgerbrücke in östlicher Richtung über die Gleise der Hauptbahn geführt, um anschließend über den Bahndamm mit einem Durchlass für den Gärtitzer Bach und die hier beschriebene Bogenbrücke weiter in Richtung Simselwitz zu verlaufen. Eisenbahnbrücke als eines der letzten Relikte entlang des 1910/11 gebauten zweiten Streckenabschnitts zwischen Mertitz und Gärtitz von eisenbahngeschichtlicher Bedeutung, zeugt noch heute vom ursprünglichen Streckenverlauf, der Anschluss der Strecke an die Hauptbahn ist im Gelände weiterhin ablesbar. | 09206502 |

## Ehemalige Denkmäler
| Bild                                    | Bezeichnung                                              | Lage                    | Datierung | Beschreibung | ID       |
| --------------------------------------- | -------------------------------------------------------- | ----------------------- | --------- | --- | -------- |
| Weitere Bilder                          | Gasthof mit Saalanbau                                    | Am Bahnhof 2 (Karte)    | Um 1880   | Als ehemaliger Gasthof von ortsgeschichtlicher und sozialgeschichtlicher Bedeutung. In ortsbildprägender Lage Ziegelbau mit Putzfassade auf Sockel aus Rochlitzer Porphyrquadern, zweigeschossig, acht Achsen, schlichte Wandgliederung mit Mittelrisalit, Vorgesperre im Giebel, Saalanbau. 2022 abgerissen.                                                                                                 | 09206483 |
| Direkt Bild zu diesem Denkmal hochladen | Ehemalige Wohnhäuser der Bediensteten der Schmalspurbahn | Am Bahnhof 4, 6 (Karte) | Um 1900   | Durch architektonische Details in gut erhaltenem Originalzustand von architekturgeschichtlicher Bedeutung, in ihrer Funktion von ortsgeschichtlicher Bedeutung, Putzbau auf Sockel aus Porphyrquadern, oben verbrettert, Fenstergewände profiliert zum Teil aus Rochlitzer Porphyr zum Teil gekuppelt, Giebelseite im ersten Obergeschoss verblendet. Zwischen 2014 und 2022 von der Denkmalliste gestrichen. | 09206484 |

## Tabellenlegende
- Bild: Bild des Kulturdenkmals, ggf. zusätzlich mit einem Link zu weiteren Fotos des Kulturdenkmals im Medienarchiv Wikimedia Commons. Wenn man auf das Kamerasymbol klickt, können Fotos zu Kulturdenkmalen aus dieser Liste hochgeladen werden:
- Bezeichnung: Denkmalgeschützte Objekte und ggf. Bauwerksname des Kulturdenkmals
- Lage: Straßenname und Hausnummer oder Flurstücknummer des Kulturdenkmals. Die Grundsortierung der Liste erfolgt nach dieser Adresse. Der Link (Karte) führt zu verschiedenen Kartendiensten mit der Position des Kulturdenkmals. Fehlt dieser Link, wurden die Koordinaten noch nicht eingetragen. Sind diese bekannt, können sie über ein Tool mit einer Kartenansicht einfach nachgetragen werden. In dieser Kartenansicht sind Kulturdenkmale ohne Koordinaten mit einem roten bzw. orangen Marker dargestellt und können durch Verschieben auf die richtige Position in der Karte mit Koordinaten versehen werden. Kulturdenkmale ohne Bild sind an einem blauen bzw. roten Marker erkennbar.
- Datierung: Baubeginn, Fertigstellung, Datum der Erstnennung oder grobe zeitliche Einordnung entsprechend des Eintrags in der sächsischen Denkmaldatenbank
- Beschreibung: Kurzcharakteristik des Kulturdenkmals entsprechend des Eintrags in der sächsischen Denkmaldatenbank, ggf. ergänzt durch die dort nur selten veröffentlichten Erfassungstexte oder zusätzliche Informationen
- ID: Vom Landesamt für Denkmalpflege Sachsen vergebene, das Kulturdenkmal eindeutig identifizierende Objekt-Nummer. Der Link führt zum PDF-Denkmaldokument des Landesamtes für Denkmalpflege Sachsen. Bei ehemaligen Kulturdenkmalen können die Objektnummern unbekannt sein und deshalb fehlen bzw. die Links von aus der Datenbank entfernten Objektnummern ins Leere führen. Ein ggf. vorhandenes Icon  führt zu den Angaben des Kulturdenkmals bei Wikidata.